# Youssef Hocine
Youssef Hocine (ur. 7 sierpnia 1965 w Melun) – francuski florecista, trzykrotny medalista mistrzostw świata.
Podczas mistrzostw świata w Lozannie w 1987 roku Francuzi w składzie: Philippe Omnès, Youssef Hocine, Patrick Groc i Patrice Lhôtellier zdobyli srebrny medal w zawodach drużynowych. W tej samej konkurencji zdobył następnie brązowy medal na mistrzostwach świata w Budapeszcie cztery lata później. Na MŚ 1991 wywalczył ponadto brązowy medal w turnieju indywidualnym, w którym wyprzedzili go jedynie Niemcy: Ingo Weißenborn i Thorsten Weidner.
Na igrzyskach olimpijskich w Seulu w 1988 roku był szósty w turnieju drużynowym. Brał również udział w igrzyskach olimpijskich w Barcelonie w 1992 roku, gdzie w zawodach drużynowych był siódmy.